# 総神大入口（梨水）駅

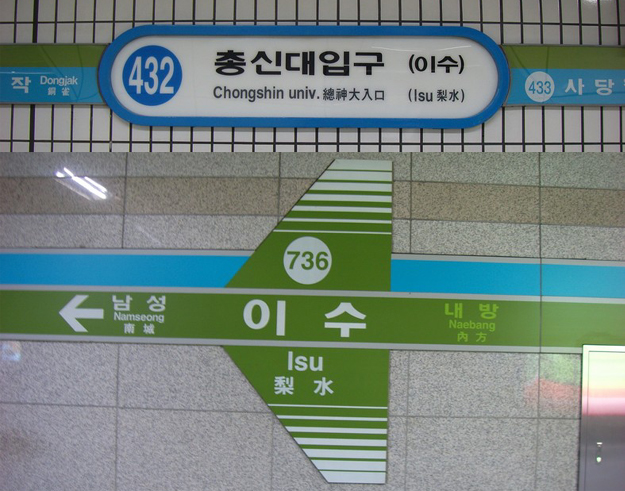
路線ごとの駅名標

総神大入口（梨水）駅(チョンシンデイック（イス）えき)は大韓民国ソウル特別市銅雀区舎堂洞にある、ソウル交通公社の駅。

4号線側が総神大入口駅（チョンシンデイックえき）、7号線側が梨水駅（イスえき）と駅名が異なっており、それらの統合名として総神大入口（梨水）駅が用いられている。また、4号線側には梨水という副駅名がある。

## 利用可能な鉄道路線
ソウル交通公社
 4号線  - 総神大入口（梨水）駅・駅番号は(432)
 7号線  - 梨水駅・駅番号は(736)

## 駅構造

### 総神大入口駅
4号線ホームは地下2階にある。相対式ホーム2面2線を有する地下駅。7号線への乗り換えはホーム舎堂寄りにある階段を下って乗換通路を利用する事ができるが、長岩方面ホームへは一度7号線の改札階に上がる必要がある。
改札階は地下1階にあり、改札口は銅雀側と舎堂側の2ヶ所ある。舎堂側の改札口は上下ホーム別々に設置されている。化粧室は銅雀側の改札内に1ヶ所、出入口は1・2・13・14番の4ヶ所ある。

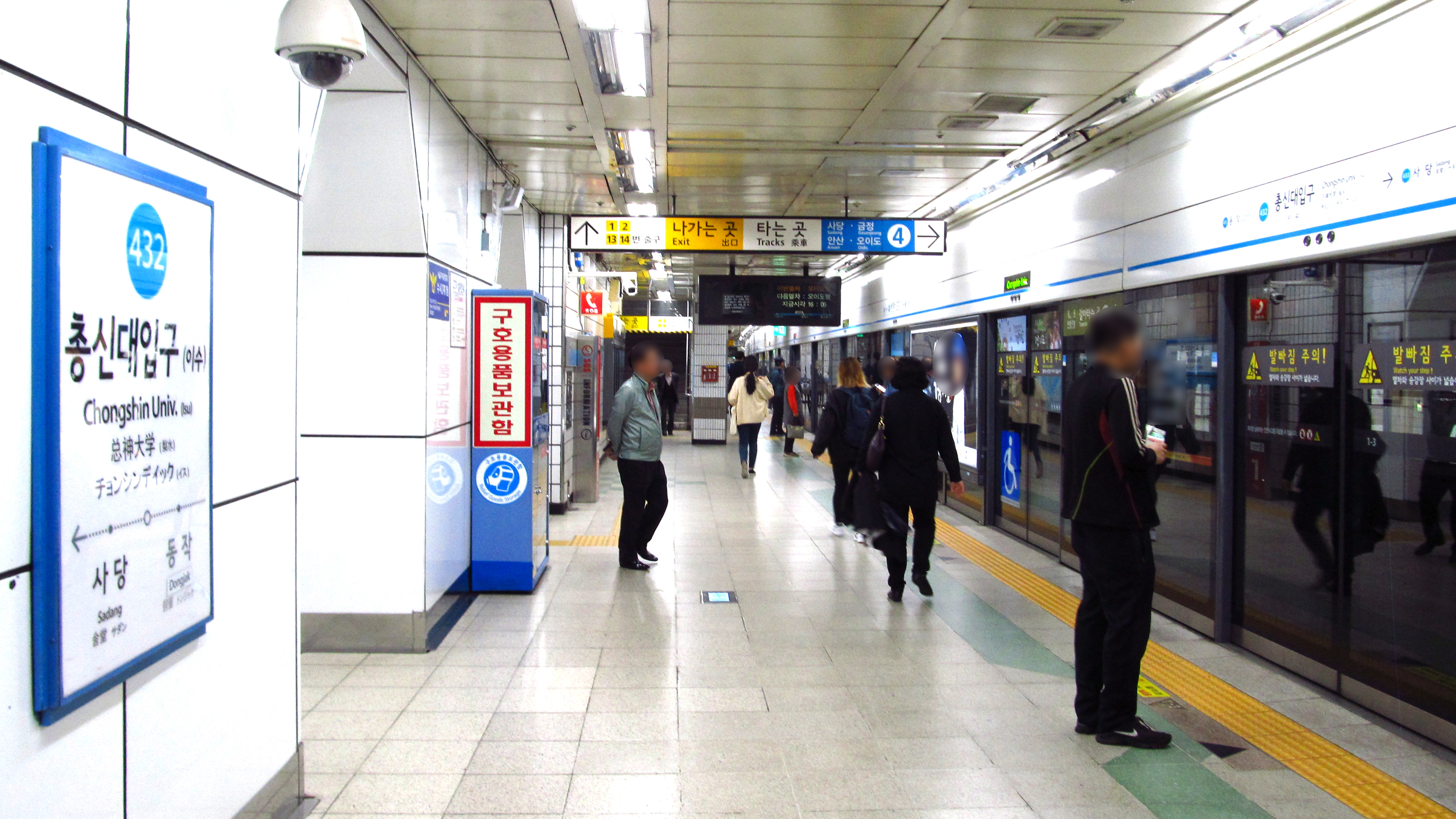
4号線(南泰嶺方面)ホーム

#### のりば
- のりばの番号は存在しない。

| 上り | 4号線 | ソウル駅・東大門・榛接方面 |
| 下り | 4号線 | 果川・衿井・烏耳島方面     |

### 梨水駅
7号線ホームは地下4階にある。相対式ホーム2面2線を有する地下駅で、フルスクリーンタイプのホームドアが設置されている。4号線への乗り換えは温水方面ホームからは内方寄りにある連絡通路を利用することができる。長岩方面ホームからは一度改札階に上がる必要がある。
改札階は地下3階で、改札口は内方側と南城側の2ヶ所ある。出入口は3 - 8番、10 - 12番の合計9ヶ所ある。

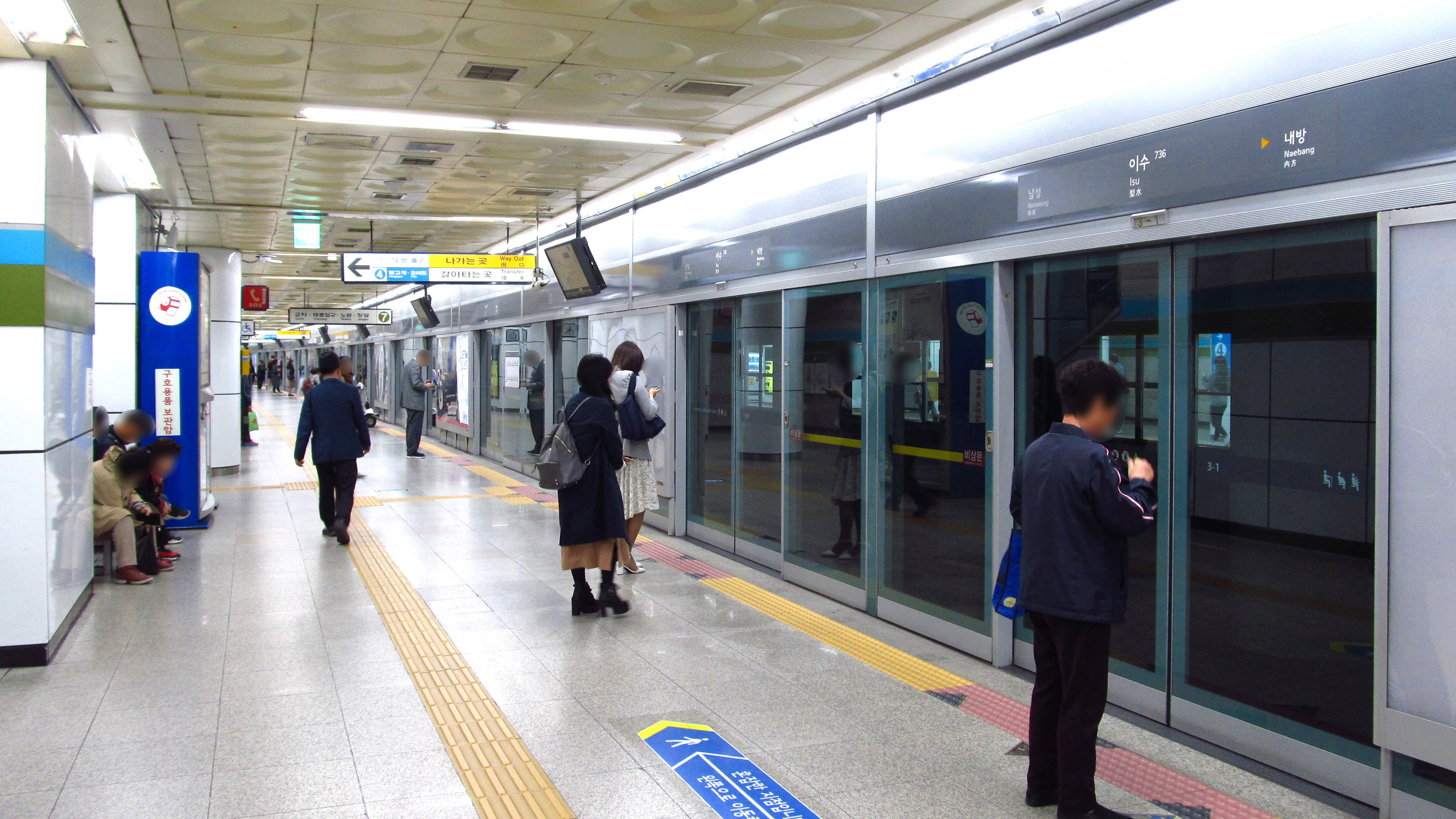
7号線(長岩方面)ホーム

#### のりば
- のりばの番号は存在しない。

| 上り | 7号線 | 高速ターミナル・君子・長岩方面   |
| 下り | 7号線 | 大林・加山デジタル団地・石南方面 |

## 駅周辺
- 京門高等学校
- 冠岳市場
- 亀山タワー
- 南四初等学校
- 南城市場
- 南城初等学校
- 銅雀洞事務所
- 銅雀初等学校
- 方背4洞住民センター
- ソウル方背警察署
- 方背総合市場
- 方背初等学校
- 舎堂1洞住民センター
- 舎堂洞郵便局
- 舎堂市場
- 舎堂郵便局
- 三一公園
- 瑞門女子高等学校
- 瑞門女子中学校
- 新東新中・情報産業高等学校
- 梨水中学校
- 太平百貨店
- イーマート 梨水店

### バス路線
| 銅雀大路                   | 350 - 502 - 643 - 540 - 752 - 4212 - 4318 - 5524 - 8541 |
| 梨水駅 2,3,6,7,12,13番出口 | 350 - 502 - 643 - 540 - 752 - 4212 - 4318 - 5524 - 8541 |
| マウルバス                 | 瑞草05, 瑞草06, 瑞草13, 瑞草14, 瑞草16, 銅雀07, 銅雀17  |
| 京畿道所属路線             | 11-1 - 11-2 - 11-5 - 7007-1                             |
| 京畿道市外直行路線         | 9901                                                    |

## 歴史
- 1985年9月23日 - 梨水から総神大入口へ改称。（開業前の改称）
- 1985年10月18日 - 4号線の駅が開業。
- 1991年 - 駅名を総神大入口から総神大入口（梨水）へ改称。
- 2000年8月1日 - 7号線の駅が開業、乗換駅となる。駅名を総神大入口（梨水）から梨水へ改称。
- 2001年2月1日 - 4号線は総神大入口（梨水）、7号線は梨水、統合名は総神大入口（梨水）に制定。
- 2022年8月8日 - 集中豪雨のため7号線のホームが冠水。通過運転が行われた[1]。

## 利用状況
近年の一日平均利用人員推移は下記のとおり。
| 路線  | 路線     | 2000年 | 2001年 | 2002年 | 2003年 | 2004年 | 2005年 | 2006年 | 2007年 | 2008年 | 2009年 | 出典  |
| ----- | -------- | ------ | ------ | ------ | ------ | ------ | ------ | ------ | ------ | ------ | ------ | ----- |
| 4号線 | 乗車人員 | 27,759 | 25,303 | 24,892 | 24,092 | 24,743 | 25,094 | 25,381 | 25,180 | 25,085 | 24,994 | [ 2 ] |
| 4号線 | 降車人員 | 28,414 | 26,401 | 26,490 | 25,994 | 26,657 | 27,486 | 28,060 | 28,048 | 28,038 | 28,142 | [ 2 ] |
| 4号線 | 乗降人員 | 56,173 | 51,704 | 51,382 | 50,086 | 51,400 | 52,580 | 53,441 | 53,228 | 53,123 | 53,135 | [ 2 ] |
| 7号線 | 乗車人員 | 9,791  | 12,374 | 13,520 | 13,683 | 14,008 | 14,447 | 14,777 | 15,068 | 15,302 | 15,151 | [ 3 ] |
| 7号線 | 降車人員 | 9,313  | 11,344 | 12,343 | 12,507 | 12,855 | 13,495 | 13,938 | 14,151 | 14,531 | 14,542 | [ 3 ] |
| 7号線 | 乗降人員 | 19,104 | 23,718 | 25,863 | 26,189 | 26,863 | 27,942 | 28,716 | 29,219 | 29,833 | 29,693 | [ 3 ] |
| 路線  | 路線     | 2010年 | 2011年 | 2012年 | 2013年 | 2014年 | 2015年 |        |        |        |        |       |
| 4号線 | 乗車人員 | 23,945 | 23,863 | 23,680 | 23,419 | 23,211 | 23,189 |        |        |        |        |       |
| 4号線 | 降車人員 | 27,191 | 26,997 | 26,353 | 26,118 | 25,813 | 25,690 |        |        |        |        |       |
| 4号線 | 乗降人員 | 51,136 | 50,860 | 50,033 | 49,537 | 49,024 | 48,879 |        |        |        |        |       |
| 7号線 | 乗車人員 | 15,239 | 16,061 | 16,516 | 17,173 | 17,894 | 17,416 |        |        |        |        |       |
| 7号線 | 降車人員 | 14,422 | 15,328 | 16,074 | 16,770 | 17,538 | 17,272 |        |        |        |        |       |
| 7号線 | 乗降人員 | 29,661 | 31,388 | 32,589 | 33,943 | 35,432 | 34,688 |        |        |        |        |       |

## 名称問題
4号線は沿線に大学が多く、全通した1985年は首都圏各地の大学が自学名を駅名にする要望が多かった時期にあたる（現在でもこの要望は多いが、使用契約を締結のうえ、副駅名として採用される場合が多い）。当時は軍事政権下の第五共和国期でもあり、政府側としても反政府勢力の温床だった大学に運動を鎮めさせるため、駅に大学の名前をつけて沈静化を図ることが多かった。
当駅もその一つで、計画時の仮称は「梨水」だったものの、1.6kmほど離れている総神大学校（当時は総会神学大学）が費用を負担することで、「総神大入口」として開業することになり、開通から8年の間、なんの問題もなく使われてきた（1991年に「梨水」を副駅名として追加）。
しかし、1993年に7号線が計画され、大学からわずか450mの距離に新駅（南城駅）の設置が確定された。そこで混乱の恐れがあるということが申し立てられ、1997年、ソウル市は「総神大入口（梨水）」を「梨水」に改称し、代わりに新駅を「南城（総神大入口）」にするように決定した。
その決定に不満を持つ総神大側では2000年の7号線開通時までだけでも4号線側の駅名の維持を要請し、施行機関である地下鉄公社（現：ソウル交通公社）は2000年7月31日まで「総神大入口」を維持し、2000年8月1日、7号線建大入口 - 新豊間開通と合わせて「梨水」へ変更した。
これを受け、総神大側はソウル地方法院に「15年間持続的に使われてきた駅名を一瞬に変えた」との理由でソウル市とソウル地下鉄公社を被告にする民事訴訟を提起したが、原告敗訴判決に終わり、ここで「梨水問題」は一区切りされるようだった。しかし、ソウル市地下鉄建設本部（ソウル市当局の組織構造上、建設本部は地下鉄運営機関より上位）が地名委員会に「梨水」駅に対して駅名の「総神大入口（梨水）」へ再変更を申し立て、地名委員会はこの要求を可決した。決められた事項は4号線は「総神大入口（梨水）」、7号線は「梨水」、そして統合名は「総神大入口（梨水）」で、乗換駅にもかかわらず路線により駅名が異なる稀なケースとなった（同時に南城駅の副駅名は削除されている）。
当時には大学の主張を支持する人々と、梨水に戻すべきと主張する人々の間に激しい論争が繰り返していたが、現在はそのまま定着し、「梨水」と「総神大入口」の両方で呼ばれている。しかし、総神大学に行くには隣の南城駅が近いため、｢総神大入口｣は7号線開通以後の視点では明らかな｢詐欺駅名｣といえる。

## 隣の駅
ソウル交通公社
 4号線
銅雀駅 (431) - 総神大入口駅 (432) - 舎堂駅 (433)
 7号線
内方駅 (735) - 梨水駅 (736) - 南城駅 (737)